# プロテクターショアル海底火山
座標: 南緯55度54分 西経28度6分 / 南緯55.900度 西経28.100度

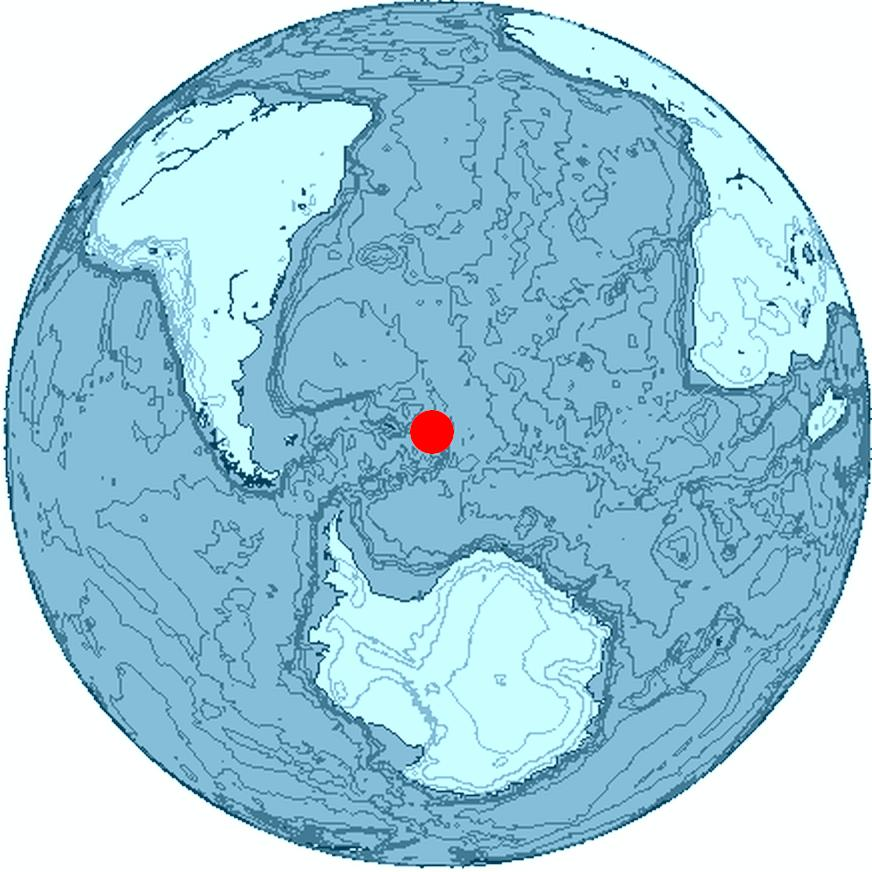
プロテクターショアル海底火山の位置

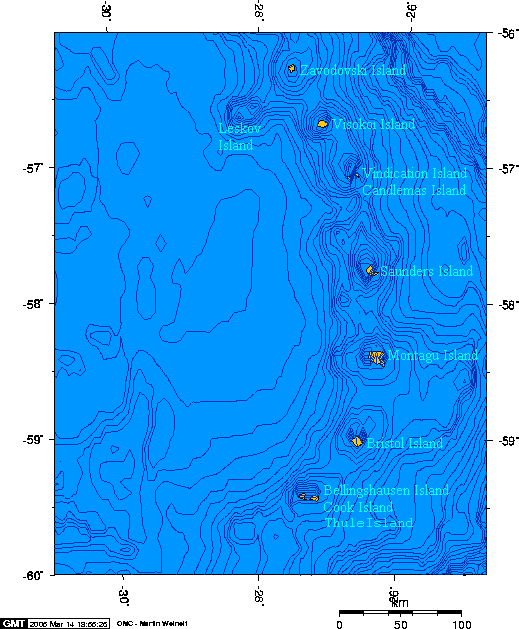
サウスサンドウィッチ諸島の地図。一番上がザボドフスキー島で、海底火山はさらに北にありこの地図には入っていない

プロテクターショアル海底火山（プロテクターショアルかいていかざん、英: Protector Shoal Submarine Volcano）は、イギリス領サウスサンドウィッチ諸島の最北部に位置するザボドフスキー島から50km北西に位置する海底火山である。1962年にイギリス海軍により発見された。最終噴火1962年3月。海面下27メートル。活火山である。2008年、マグニチュード6の地震が発生した。